# Claire Dodd
Pour les articles homonymes, voir Dodd.
Claire Dodd est une Ziegfeld Girl et actrice américaine née le 29 décembre 1911 à Baxter, Iowa (États-Unis), morte le 23 novembre 1973 à Beverly Hills (Los Angeles).

## Filmographie
- 1930 : Cœurs impatients (Our Blushing Brides), de Harry Beaumont : Mannequin
- 1930 : Whoopee! de Thornton Freeland : Goldwyn Girl
- 1931 : Up Pops the Devil de A. Edward Sutherland
- 1931 : The Lawyer's Secret de Louis Gasnier
- 1931 : The Secret Call de Stuart Walker : Maisie
- 1931 : Une tragédie américaine (An American Tragedy) de Josef von Sternberg : Gaile Warren
- 1931 : The Road to Reno
- 1931 : Girls About Town de George Cukor : Dot
- 1931 : Working Girls de Dorothy Arzner : Jane
- 1931 : The Secret Call de Stuart Walker
- 1931 : Under 18 d'Archie Mayo
- 1932 : Under Eighteen : Babsy
- 1932 : Two Kinds of Women de William C. de Mille : Sheila Lavery
- 1932 : Alias the Doctor de Lloyd Bacon et Michael Curtiz : Mme Beverly
- 1932 : Les Danseurs dans la nuit (Dancers in the Dark) de David Burton : la fille au bar
- 1932 : The Broken Wing (en) de Lloyd Corrigan : Cecilia Cross
- 1932 : La Belle Nuit (This Is the Night) de Frank Tuttle  : Chou-Chou
- 1932 : Man Wanted de William Dieterle : Ann Le Maire
- 1932 : Guilty as Hell (en) d'Erle C. Kenton : Ruth Tindal
- 1932 : Crooner de Lloyd Bacon : Constance Brown
- 1932 : Le Roi des allumettes (The Match King) de William Keighley et Howard Bretherton : Ilse Wagner
- 1933 : Lawyer Man : Virginia 'Ginny' St. Johns
- 1933 : Le Parachutiste (Parachute Jumper) d'Alfred E. Green : Mme Newberry
- 1933 : L'affaire se complique (Hard to Handle) de Mervyn LeRoy : Marlene Reeves
- 1933 : Blondie Johnson de Ray Enright : Gladys
- 1933 : Elmer, the Great : Evelyn Covey
- 1933 : Ex-Lady de Robert Florey : Iris Van Hugh
- 1933 : La Profession d'Ann Carver (Ann Carver's Profession) d'Edward Buzzell : Carole Rodgers
- 1933 : Prologues (Footlight Parade) de Lloyd Bacon et Busby Berkeley : Vivian Rich
- 1933 : My Woman : Muriel Bennett
- 1934 : Massacre d'Alan Crosland : Norma
- 1934 : Journal of a Crime de William Keighley : Odette Florey
- 1934 : Franc Jeu (Gambling Lady) d'Archie Mayo : Sheila Aiken
- 1934 : Smarty de Robert Florey : Anita 'Nita'
- 1934 : The Personality Kid (en) d'Alan Crosland : Patricia Merrill
- 1934 : The Secret of the Chateau de Richard Thorpe : Julie Verlaine
- 1934 : Babbitt : Tanis Judique
- 1934 : I Sell Anything (en) de Robert Florey : Millicent Clark
- 1935 : Roberta : Sophie Teale
- 1935 : The Case of the Curious Bride : Della Street
- 1935 : La Clé de verre (The Glass Key) de Frank Tuttle : Janet Henry
- 1935 : Ne pariez pas sur les blondes (Don't Bet on Blondes) : Marilyn Young
- 1935 : The Goose and the Gander : Connie Thurston
- 1935 : The Payoff (en) de Robert Florey : Maxine McCoy
- 1936 : The Singing Kid : Dana Lawrence
- 1936 : Navy Born : Bernice
- 1936 : Murder by an Aristocrat : Janice Thatcher
- 1936 : The Song of a Nation : Mary Key
- 1936 : Two Against the World : Cora Latimer
- 1936 : The Case of the Velvet Claws : Della Street Mason
- 1937 : The Women Men Marry (en) d'Errol Taggart : Claire Raeburn
- 1938 : Romance in the Dark : Countess Monica Foldesay
- 1938 : Règlement de comptes (Fast Company) d'Edward Buzzell : Julia Thorne
- 1938 : Nanette a trois amours (Three Loves Has Nancy) de Richard Thorpe : Vivian Herford
- 1938 : Charlie Chan à Honolulu (Charlie Chan in Honolulu) : Elsie Hillman, alias Carol Wayne
- 1939 : Woman Doctor : Gail Patterson
- 1940 : Le Poignard mystérieux (Slightly Honorable) de Tay Garnett : Alma Brehmer
- 1940 : Petite et Charmante (If I Had My Way) : Brenda Johnson
- 1941 : Le Chat noir (The Black Cat), d'Albert S. Rogell : Margaret Gordon
- 1941 : Deux Nigauds marins (In the Navy) : Dorothy 'Dot' Roberts
- 1942 : Don Winslow of the Navy de Ray Taylor : Mercedes Colby
- 1942 : The Mad Doctor of Market Street : Patricia Wentworth
- 1942 : Mississippi Gambler : Gladys La Verne
- 1942 : The Daring Young Man : Marlene